# Andreas Karkavitsas
Andreas Karkavitsas - Ανδρέας Καρκαβίτσας (grec) - (Lequena, Èlide, Grècia, 1865 - Marussi, 10 d'octubre de 1922) va ser un escriptor naturalista grec, partidari de la llengua popular. És considerat, amb Aléxandros Papadiamandis i Giorgos Viziinós un dels escriptors realistes més importants de la literatura grega moderna.

## Biografia
Nascut el 1865 a Lequena, al nord-oest del Peloponès, estudià medicina. Com a doctor militar viatjà per molts pobles i assentaments, dels quals va recopilar tradicions i llegendes. Va morir el 10 d'octubre de 1922 a causa d'un càncer de laringe.

## Obra
En les seues obres expressà l'essència del folklore grec. La més destacada és probablement Ο ζητιάνος [El captaire] de 1897. A Ο αρχαιολόγος [L'arqueòleg] (1904) descriu, amb gran realisme, la societat atenesa de l'época.
- Διηγήματα [Relats] (1892)
- Η Λυγερή [L'esvelta] (1896)
- Θεσσαλικές εικόνες. Ο ζητιάνος [Imatges tessàlies. El captaire] (1897)
- Λόγια της πλώρης. θαλασσινά διηγήματα [Paraules de proa. Relats marins] (1899)
- Παλιές αγάπες 1885-1897 [Vells amors 1885-1897] (1900)
- Ο αρχαιολόγος [L'arqueòleg] (1904)
- Διηγήματα του γυλιού [Relats de la motxilla] (1922)
- Διηγήματα για τα παληκάρια μας [Relats per als nostres vailets] (1922)